# Neopericlimenes thornei
Neopericlimenes thornei is een garnalensoort uit de familie van de Palaemonidae. De wetenschappelijke naam van de soort is voor het eerst geldig gepubliceerd in 1993 door Heard, Spotte & Bubucis.